# Eupithecia aegyptiaca
Eupithecia aegyptiaca là một loài bướm đêm trong họ Geometridae.